# IC 2570
IC 2570 ist eine Balken-Spiralgalaxie vom Hubble-Typ SBbc im Sternbild Antlia am Südsternhimmel. Sie ist schätzungsweise 762 Millionen Lichtjahre von der Milchstraße entfernt.
Das Objekt wurde am 1. Mai 1900 von DeLisle Stewart entdeckt.